# 10241 Miličević
10241 Miličević je asteroid glavnog pojasa, s periodom ophoda oko Sunca od 5.32 godine. Otkrio ga je hrvatski astronom Korado Korlević, iz Zvjezdarnice Višnjan.
Dobio je ime po hrvatskom astronomu Nikoli Miličeviću, posljednjem upravitelju Pustinje Blaca.

## Vanjske poveznice
- (engl.) Podaci o asteroidu 10241 Miličević
- (engl.) Orbita asteroida 10241 Miličević

… | 1998 VW34 | 10241 Miličević | 10242 Wasserkuppe | …